# Jacek Sobieszczański
Jacek Sobieszczański (ur. 3 marca 1966 w Warszawie) – polski aktor i lektor.
W 1990 ukończył studia na PWST w Warszawie. W latach 1990–1995 występował w Teatrze Dramatycznym w Warszawie.
Jest laureatem nagrody Macieja Nowaka za rolę tytułową w Ptaśku.

## Filmografia
- 2020: Na dobre i na złe jako Edward Nowaczek, mąż Beaty
- 2019: Diagnoza jako mechanik samochodowy
- 2019: Leśniczówka jako lekarz
- 2019: W rytmie serca jako dyrektor (odc. 42)
- 2008: Czas honoru (odc. 5)
- 2002: Kasia i Tomek jako sprzedawca
- 2002–2006: Samo życie jako konserwator
- 1996: Szamanka
- 1995: Sukces jako monter telefonu w biurze Tekli
- 1991: Przeklęta Ameryka
- 1989: Ostatni dzwonek

Źródło: Filmpolski.pl.

## Lektor
Filmy
- Pandorum (2009)
- Ratunku! Jestem robotem (2015)
- Sanctum (2011)

Telenowele
- Do diabła z przystojniakami (Zone Romantica)
- Elif
- Sidła miłości (Polsat)
- Słoneczniki dla Lucii (Zone Romantica)

Seriale paradokumentalne
- Chłopaki do wzięcia (odcinki 1-132)